# NESiCAxLive
NESiCAxLive(일본어: ネシカ　クロス　ライブ, 네시카 크로스 라이브)는 타이토가 제작한 아케이드 게임 전용 디지털 배급 플랫폼이다. 2010년 《블레이블루: 컨티넘 시프트 II》를 시작으로 자사의 타이토 타입 아케이드 기판을 기반으로 서비스했으며, 타이토의 게임뿐만이 아니라 타사의 게임도 발매를 허가해 SNK, 아크 시스템 웍스, 케이브같은 일본 게임 개발사들이 해당 디지털 플랫폼을 통해 게임을 발매했다.
2017년 6월에 새로운 버전 NESiCAxLive 2가 발매됐다.

## 발매 게임

### NESiCAxLive (2010-2015)
- 《블레이블루: 컨티넘 시프트 II》 (2010)
- 《아쿠아파짜: 아쿠아플러스 드림 매치》 (2011)
- 《더 킹 오브 파이터즈 '98 얼티밋 매치 파이널 에디션》 (2011)
- 《더 킹 오브 파이터즈 2002 언리미티드 매치》 (2011)
- 《드래곤 댄스》 (2011)
- 《익셉션》 (2011)
- 《사무라이 쇼다운: 센》 (2011)
- 《스피카 어드벤처》 (2011)
- 《Strania -The Stella Machina-》 (2011)
- 《스컬걸즈 세컨드 앙코르》 (2015)

### NESiCAxLive 2 (2017-)
- 《블레이블루: 센트럴 픽션 for NESiCAxLive 2》 (2017)
- 《더 킹 오브 파이터즈 XIV Arcade Ver》 (2017)
- 《밀리언 아서 아르카나 블러드》 (2017)
- 《SNK 헤로인즈 AC: 태그 팀 프렌지》 (2018)
- 《파이팅 EX 레이어》 (2018)
- 《스트리트 파이터 V: 타입 아케이드》 (2019)
- 《사무라이 쇼다운》 (2019)

## 같이 보기
- 타이토 타입 X